# Anna Månsdotter (död 1676)
Anna Månsdotter, även känd som Vipp-upp-med-näsan, död 29 april 1676 i Stockholm, var en svensk kvinna som avrättades för häxeri. Hon är känd som en av de avrättade i den berömda häxprocessen i Katarina. 

## Biografi
Anna Månsdotter arbetade som mössmakare och bodde på Tullportsgatan (nuvarande Östgötagatan) i Stockholm. Hon var gift med Christian Sessman, som ägde en gård. I rätten uppgavs att flera ensamstående kvinnor bodde på gården.
När ryktena om häxeri spreds av barn i Stockholm, besökte hon hökare Hindrich Abrahamssons bod (ett centrum för ryktesspridningen), för att förhöra sig om vilka barnen säger är trollkonor. Hon fick då svaret att hon själv hade pekats ut av barnen.

### Rannsakning
Hon arresterades i mars 1676 och fängslades i Södra Stadshuset. Hon åtalades för att ha fört barn till Blåkulla. Ett flertal barn vittnade mot henne. Hon sade sig vilja sätta barnen i skola så att de slutar ljuga, och att hon gärna skulle betala för deras skolgång om hon kunde. Hon förnekade att hon kallat kyrkoherde Pontinus "den halte djävulen" men medgav att hon kände Britta Sippel men att denna var "både döpt och kristen". Hon anklagades för att ha gråtit över rykten men också för att inte gråta inför rätten och av barnen för att skava guldet av kyrkklockorna, ligga med Satan i Blåkulla under bordet och för att piska barnvittnen med flätade ormar. Klockaren var den som först anklagade henne. Hon misstänkliggjordes när hon ofta besökte vakstugorna och oroligt frågade vem barnen hade pekat ut som häxa: hon har varit nere i Hindrich Abrahamssons bod vid Folkungagatan och frågat vem barnen nu säger sig vara förda av. Där hade hon både fallit på knä och bett om förskoning, och förbannat sin ovän brännvinsbrännaren Jöransson. Hon grät heller inte inför rätten, vilket sågs som misstänkt.
Hon förklarade att hon inte hade förbannat Jöransson utan läst ett stycke ur en bok; kaplanen Myranders fru vittnade om att Anna inte kallat kyrkoherde Pontinus i Jacob för "den halte djävulen" utan endast frågat vem denne var; hon försvarade sin vänskap med Brita Sippel, berättade att fru Gråå lärt sina barn skrika skällsord och spotta efter Anna, och att hökare Abrahamsson hade sålt öl mot förbud. På frågan varför hon inte grät svarade hon att de hade hört henne gråta i fängelset och "får jag en bok att läsa i så kan jag gråta".
Flera vittnade mot henne, bland dem Kerstin Michelsdotter, Elisabet Sperling och många barn. Det påstås att hon hade ridit till Blåkulla på en ko, en häst och en hustru, skavt malm från kyrkklockorna på vägen och i Blåkulla serverat mat, piskat de flickor hon fört dit med flätade ormar, dansat och haft samlag med Satan. Hon svarade: 
"Om jag kunde frälsa barnen med mitt blod ville jag gärna låta mitt liv. Och skulle väl barnen bli frälsta om föräldrarnas arghet inte vore så stor utan de bedit till Gud och inte skyllt på den oskyldiga och icke (låtit barnen) löpa på gatorna. Vore bättre de hölls i skolan, jag ville gärna hålla präst åt dem fastän jag skulle bli fattig."
Hon dömdes till döden 24 april. Enligt uppgift bedyrade hon sin oskuld in i det sista och bad om nattvarden.